# Edgarosaure
L'edgarosaure (Edgarosaurus) és un gènere de plesiosaure policotílid que conté una única espècie, E. muddi. L'espècimen tipus fou trobat a roques del Cretaci inferior (Albià) de l'estat de Montana, als Estats Units.